# Antic convent de les Germanes del Sagrat Cor
L'Antic convent de les Germanes del Sagrat Cor és un edifici de Fontllonga, al municipi de Camarasa (Noguera) inclòs a l'Inventari del Patrimoni Arquitectònic de Catalunya.

## Descripció
Es tracta de les restes de l'antic convent molt modificat per l'habitatge afegit.
És un edifici entre mitgeres que forma una de les cantonades de la plaça Major de la vila. Es conserva la portalada d'accés a la capella, actualment utilitzada com a magatzem. En aquesta portada que sobresurt de la façana, l'arc és rebaixat i està rematada per dos pinacles adossats al mur i un senzill ull de bou per a il·luminació de la capella. Era també interessant la porxada de les golfes, amb un seguit d'arcades que es combinaven amb altres edificis que definien la plaça Major.

## Història
Existeix un segon convent amb la mateixa tipologia, també reutilitzat com a habitatge.